# Gandhi Jayanti
Gandhi Jayanti is, naast Independance Day (15 augustus) en Republic Day (26 januari) een van de drie officiële feestdagen in India.
Het wordt gevierd op 2 oktober en is de herdenking van de geboortedag van Mohandas Gandhi, de Vader van de Natie.
Bij resolutie van 15 juni 2007 besliste de Algemene Vergadering van de Verenigde Naties om vanaf dan jaarlijks 2 oktober als internationale dag van de geweldloosheid te vieren.